# Rząd Dimityra Popowa
Rząd Dimityra Popowa – gabinet pod kierownictwem Dimityra Popowa, powołany 19 grudnia 1990 i zaprzysiężony 20 grudnia 1990 przez Prezydenta Bułgarii Żelu Żelewa. 

## Powołanie rządu: tło społeczno-polityczne
Pół roku po Okrągłym Stole, który zapoczątkował proces zmian ustrojowych w państwie, Bułgaria znalazła się w sytuacji politycznego pata. Powołany w sierpniu 1990 roku rząd, kierowany przez przedstawiciela liberalnego skrzydła Bułgarskiej Partii Socjalistycznej Andreja Łukanowa, przedstawił program radykalnych reform gospodarczych (tzw. „terapia szokowa”), zmuszających społeczeństwo do wielu wyrzeczeń. Projekt, chociaż w wielu kwestiach był zbieżny z projektem opozycji, spotkał się z krytyką Związku Sił Demokratycznych oraz ze wzrostem niezadowolenia społecznego. Na przełomie października i listopada Bułgarię zalała fala strajków i manifestacji ulicznych. Jednogabinetowy rząd BPS w trosce o zachowanie władzy musiał pójść na ustępstwa. Na początku listopada prezydent Żelu Żelew zaproponował utworzenie rządu Wielkiej Koalicji - BPS i opozycyjnego ZSD. Przewodniczący Związku Petyr Beron wyraził gotowość do udziału w takim gabinecie, pod warunkiem, że najważniejsze stanowiska ministerialne (premier, minister spraw wewnętrznych i zagranicznych, minister finansów oraz obrony narodowej) zostaną odsąpione opozycji.
Rozmowy między przedstawicielami obu stron trwały prawie miesiąc, były wielokrotnie zrywane. W międzyczasie rząd Łukanowa zdążył wprowadzić podwyżki cen, co doprowadziło do ogłoszenia 26 listopada bezterminowego strajku generalnego w całej Bułgarii. Liderzy głównych sił politycznych w parlamencie oraz prezydent doszli wspólnie do wniosku, że w tej sytuacji najlepszym rozwiązaniem będzie dymisja gabinetu i powołanie nowego rządu.

## Powołanie rządu: kwestie kadrowe
Kandydatem ZSD na premiera był Petyr Beron, jednak w tym czasie wyszło na jaw, że przez ponad dwadzieścia lat był agentem tajnych służb bezpieczeństwa. Niedługo potem pod naciskiem prezydenta złożył dymisję ze stanowiska przewodniczącego Krajowej Rady Koordynacyjnej ZSD. W końcu obie strony uznały, że szefem rządu powinien być ktoś spoza obu ugrupowań; wybór padł na prawnika Dimityra Popowa. 
Kolejnym problemem spornym było obsadzenie stanowiska ministra spraw wewnętrznych; postkomuniści dowodzili, że opozycja ma już swojego prezydenta, zaś ZSD głosił potrzebę głębokiej reformy struktur sił porządkowych, niemożliwych w przypadku utrzymania w nich politycznego status quo. Pojawił się pomysł, aby szefem ministerstwa był premier Popow, jednak ostatecznie zdecydowano się na polityka bezpartyjnego - Christo Danowa. 
Tuż przed oficjalnym przedstawieniem rządu parlamentowi kandydat na ministra finansów Iwan Kostow zagroził, że nie przyjmie teki, jeśli wicepremierem z ramienia BPS-u zostanie Georgi Pirinski, któremu miał za złe ślepe bronienie interesów własnej partii przy Okrągłym Stole. Strona rządowa zgodziła się na ustępstwo i zastąpiła Pirinskiego Aleksandyrem Tomowem.
W składzie nowego gabinetu znalazło się siedmiu członków BPS, trzech - ZSD, dwu - BNS oraz sześciu bezpartyjnych.

## Skład rządu
| Urząd                                        | Imię i nazwisko      | Partia      | Okres urzędowania     |
| -------------------------------------------- | -------------------- | ----------- | --------------------- |
| Premier                                      | Dimityr Popow        | bezpartyjny | 20.12.1990-08.11.1991 |
| Wicepremier                                  | Aleksandyr Tomow     | BPS         | 20.12.1990-08.11.1991 |
| Wicepremier                                  | Dimityr Łudżew       | ZSD         | 20.12.1990-08.11.1991 |
| Wicepremier                                  | Wiktor Wyłkow        | BZNS        | 20.12.1990-08.11.1991 |
| Minister Spraw Wewnętrznych                  | Christo Danow        | bezpartyjny | 20.12.1990-08.11.1991 |
| Minister Obrony Narodowej                    | Jordan Mutafczijew   | bezpartyjny | 20.12.1990-08.11.1991 |
| Minister Nauki i Szkolnictwa Wyższego        | Georgi Fotew         | bezpartyjny | 20.12.1990-08.11.1991 |
| Minister Kultury                             | Dimo Dimow           | bezpartyjny | 20.12.1990-08.11.1991 |
| Minister Ochrony Środowiska                  | Dimityr Wodeniczarow | bezpartyjny | 20.12.1990-08.11.1991 |
| Minister Sprawiedliwości                     | Penczo Penew         | BPS         | 20.12.1990-08.11.1991 |
| Minister Współpracy Gospodarczej z Zagranicą | Atanas Paparizow     | BPS         | 20.12.1990-08.11.1991 |
| Minister Zatrudnienia i Spraw Socjalnych     | Emilia Masłarowa     | BPS         | 20.12.1990-08.11.1991 |
| Minister Oświaty                             | Matej Matejew        | BPS         | 20.12.1990-08.11.1991 |
| Minister Ochrony Zdrowia                     | Iwan Czernozemski    | BPS         | 20.12.1990-08.11.1991 |
| Minister Transportu                          | Weselin Pawłow       | BPS         | 20.12.1990-08.11.1991 |
| Minister Finansów                            | Iwan Kostow          | ZSD         | 20.12.1990-08.11.1991 |
| Minister Przemysłu, Handlu i Usług           | Iwan Puszkarow       | ZSD         | 20.12.1990-08.11.1991 |
| Minister Spraw Zagranicznych                 | Wiktor Wyłkow        | BZNS        | 20.12.1990-08.11.1991 |
| Minister Rolnictwa i Przemysłu Spożywczego   | Boris Spirow         | BZNS        | 20.12.1990-08.11.1991 |

## Reforma gospodarcza
Od początku gabinet Popowa miał charakter przejściowy, ponieważ – w najlepszym wypadku – mógłby działać do wyborów parlamentarnych, zapowiedzianych na maj 1991. Fatalna sytuacja gospodarcza kraju – puste półki, duże zadłużenie zagraniczne, rosnąca inflacja, kryzys rolnictwa – zmusiła nowego premiera do kontynuowania radykalnych reform, zapoczątkowanych przez jego poprzednika. Jednak w odróżnieniu od Łukanowa Popow mógł pracować w atmosferze względnego spokoju (fale strajków opadły) i z wysokim poparciem społecznym. Odpowiedzialność za zmianę modelu gospodarki centralnie sterowanej na wolnorynkową wziął na siebie minister finansów Iwan Kostow.